# Protochromys fellowsi
Protochromys fellowsi là một loài động vật có vú trong họ Chuột, bộ Gặm nhấm. Loài này được Hinton mô tả năm 1943.